# باوزنهاگن
باوزنهاگن (به آلمانی: Bausenhagen) یک منطقهٔ مسکونی در آلمان است که در فروندنبرگ واقع شده‌است. باوزنهاگن ۶۰۰ نفر جمعیت دارد و ۱۸۰ متر بالاتر از سطح دریا واقع شده‌است.